# One Night (piosenka)
One Night – piosenka spopularyzowana przez Elvisa Presleya.
Singel zajmował dwukrotnie 1 miejsce na brytyjskich listach przebojów. W USA, „One Night”, zajął 4 miejsce na amerykańskich listach przebojów.
Na początku utwór został napisany i nagrany pod tytułem „One Night (Of Sin),” i był przebojem Smileya Lewisa. Elvis nagrał swoją wersję 18 stycznia 1957. Została ona wydana dopiero 6 lat po jego śmierci, w 1983.
Presley śpiewał ją w filmie pt. Loving You, w końcu zmienił tekst piosenki (między innymi zmienił linijkę „One night of sin is what I’m now paying for” na „One night with you is what I’m now praying for.”, tzn. linijka „Jedna noc grzechu jest tym, za co teraz płace” została zmieniona na „Jedna noc z tobą jest tym, o co teraz się modlę”).
Zmieniony tekst fani mogli usłyszeć po raz pierwszy 23 lutego 1957, w Radio Recorders w Los Angeles.